# Hausmannita
L'hausmannita és un mineral de la classe dels òxids. Rep el seu nom del professor de mineralogia de la Universitat de Göttingen (Alemanya) Johann Friedrich Ludwig Hausmann (1782-1859). També és conegut amb el nom de arseniodialytita.

## Característiques
L'hausmannita és un òxid complex de manganès que conté manganès di- i tri-valent, podent ser representada la seva fórmula com Mn2+Mn3+₂O₄. Conté com a impureses més habituals zinc, ferro, calci, bari i magnesi. És un mineral de color negre i lluentor submetàl·lica. La seva duresa és de 5,5 a l'escala de Mohs. És infusible i soluble en àcid clorhídric. No és magnètic ni fluorescent.
Segons la classificació de Nickel-Strunz, l'hausmannita pertany a «04.BB: Òxids amb proporció Metall:Oxigen = 3:4 i similars, amb només cations de mida mitjana» juntament amb els següents minerals: cromita, cocromita, coulsonita, cuprospinel·la, filipstadita, franklinita, gahnita, galaxita, hercynita, jacobsita, manganocromita, magnesiocoulsonita, magnesiocromita, magnesioferrita, magnetita, nicromita, qandilita, espinel·la, trevorita, ulvöspinel·la, vuorelainenita, zincocromita, hetaerolita, hidrohetaerolita, iwakiita, maghemita, titanomaghemita, tegengrenita i xieïta.

## Formació i jaciments
L'hausmannita es presenta en forma de cristalls o agregats granulars, massius o pseudomorfs. Els cristalls tenen forma bipiramidal aguda o de pseudooctàedres. És un mineral primari en filons hidrotermals, encara que també pot aparèixer per metamorfisme de roques mangàniques. Els jaciments d'aquest mineral són rars; la localitat tipus és la de Oehrenstock, a Ilmenau (Turíngia, Alemanya). Altres jaciments són els que hi ha al Vesuvi (Itàlia), a Värmland (Suècia), a la Prefectura de Fukushima (Japó) i a Mèxic, al municipi de Mapimí. Els millors exemplars s'han trobat a Sud-àfrica i Namíbia, on s'associa amb altres òxids de manganès, com la pirolusita, la psilomelana o la bixbyita.